# Bisalhães
Bisalhães ist ein Dorf in der Gemeinde Mondrões. Es ist vor allem für seine traditionelle Schwarzkeramik bekannt, die auch im Wappen der Gemeinde Mondrões zu finden ist, zu der Bisalhães gehört.

## Traditionelle Keramikherstellung in Bisalhães
Die Tradition geht bis ins 16. Jahrhundert zurück. Erstmals direkt erwähnt wurde die hiesige Schwarzkeramikherstellung 1709, in einem Dokument, das von der Heirat einer Frau aus Bisalhães mit einem Töpfer aus Gondar berichtet.
Diese Tradition ist heute jedoch von Überalterung, Landflucht und mangelndem Interesse der jungen Generation stark bedroht. Die Kreisverwaltung von Vila Real reichte daher 2015 eine Bewerbung bei der UNESCO zur Anerkennung der hiesigen Töpfertradition als schützenswertes bedrohtes Kulturerbe ein.
Die UNESCO erkannte 2016 die Töpfertradition aus Bisalhães als Immaterielles Kulturerbe an und nahm sie auf Grund der nur noch wenigen praktizierenden Töpfer in die Liste des dringend erhaltungsbedürftigen immateriellen Kulturerbes auf.